# Септізодіум

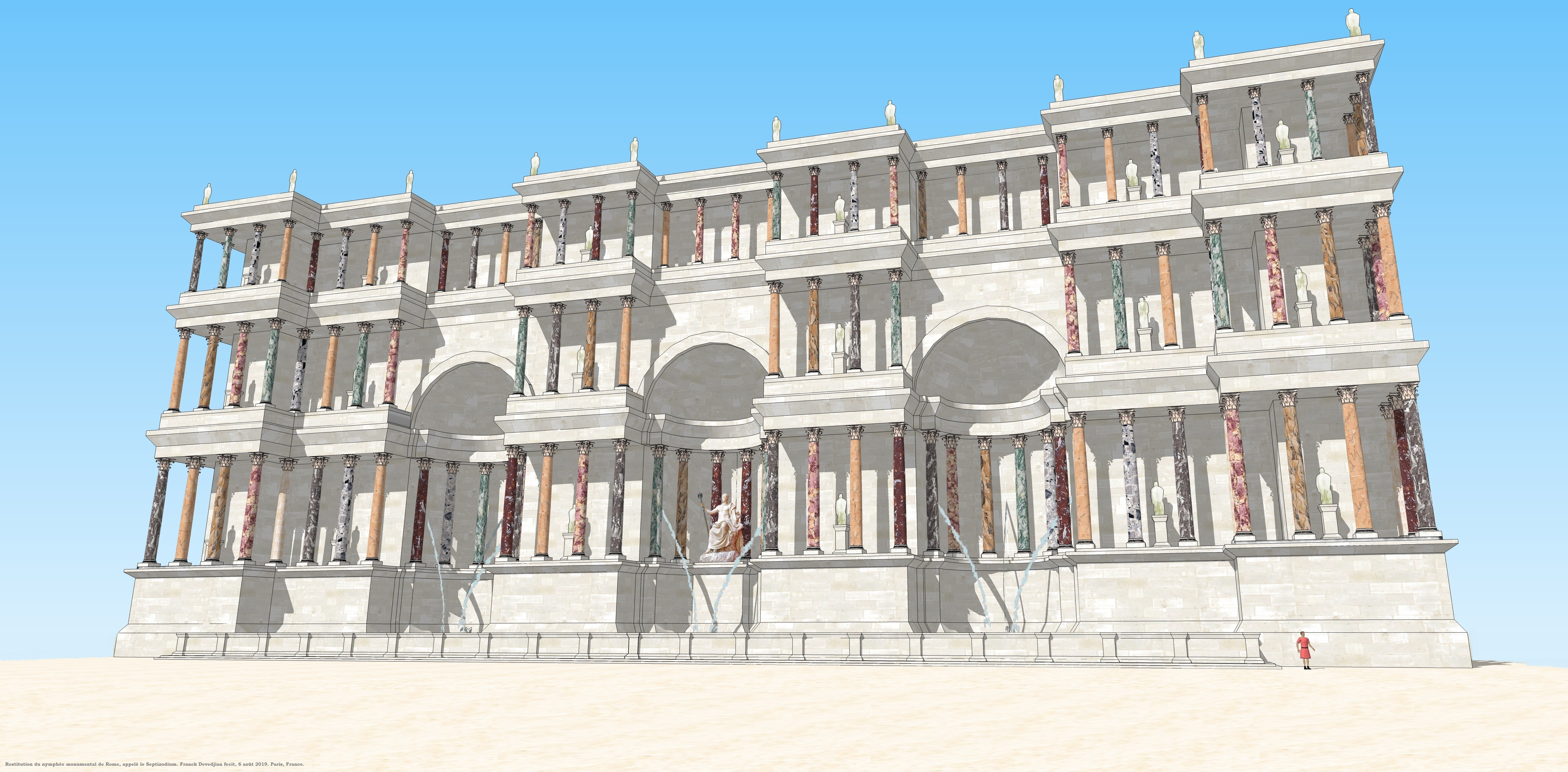
Можлива реконструкція споруди

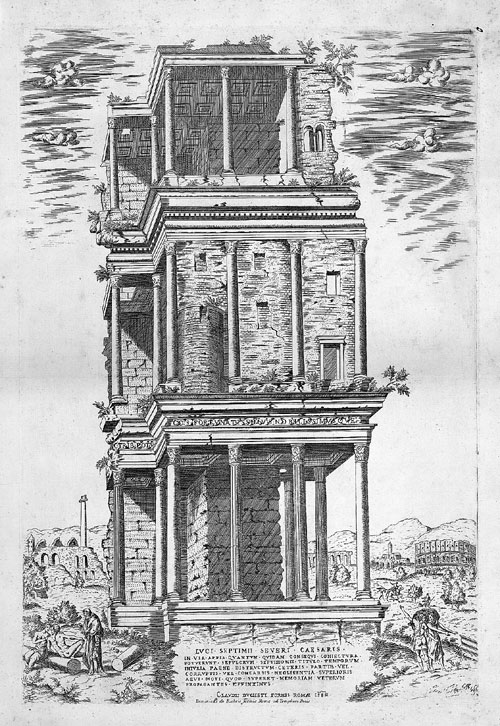
Ілюстрація з книги 1582 року

Септізодіум (лат. Septizodium, Septizonium) — античний монументальний фонтан у Римі.
Споруда біля підніжжя Палатину була зведена в 203 імператором Септимієм Севером та слугувала німфеумом. Фонтан мав фасад із семи секцій, чим можливо пояснюється його назва. По висоті він нараховував три яруси із нішами та рядами колон, був багато прикрашений мармуром і статуями.
Німфей було цілком зруйновано за наказом папи Сікста V у 1588-1589, решту будівельного матеріалу використали для нових будівель, наприклад, для однієї з капел Санта-Марія-Маджоре. Нині збереглись тільки деякі рештки фундаменту й замальовки руїн німфеуму доби Ренесансу.